# 2082
2082 هي سنة قادمة في التقويم الميلادي ستكون سنة بسيطة تبدأ يوم الأربعاء وهي السنة 82 من الألفية الميلادية الثالثة وسنة من سنوات القرن الحادي والعشرين